# Ernest Mandel
Ernest Ezra Mandel (Frankfurt am Main, 5 april 1923 - Brussel, 20 juli 1995), ook bekend onder de pseudoniemen Ernest Germain, Pierre Gousset, Henri Vallin en Walter, was een Belgische econoom in de marxistische school en een leidende figuur in de trotskistische beweging. Hij was lange tijd professor in de economische wetenschappen aan de Vrije Universiteit Brussel. Bij leven was Mandel een populaire intellectueel en de meest vertaalde Belgische schrijver na Simenon.

## Leven

### Jeugd
Mandel was kind van links georiënteerde (areligieuze) Joden. Vader Henri Mandel had zijn orthodoxe omgeving in Oostenrijks Polen eerst verruild voor Antwerpen, daarna (wegens de Eerste Wereldoorlog) Den Haag. Na een verblijf in Berlijn (1919), waar hij in kringen van revolutionairen verkeerde, vestigde hij zich opnieuw in Antwerpen. Moeder Rosa Mateles was een ver familielid van haar man, die bij hun ontmoeting een succesvol zakenman was geworden. Op doktersvoorschrift beviel zij van haar zoon in een gespecialiseerde kliniek te Frankfurt. Na Ernest werd nog een jongen geboren, Michel.
De jonge Mandel was een begaafde leerling en een lezer. Op dertienjarige leeftijd was hij socialist geworden na het lezen van Les Misérables. Na de machtsovername van Hitler ontving het gezin-Mandel vluchtelingen uit Duitsland, met name Fritz Besser, die Mandels politieke bewustwording beïnvloedden. In reactie op de Spaanse Burgeroorlog en de Moskouse Processen sloten vader en zoon Mandel zich beiden aan bij de trotskistische Vierde Internationale.
Enkele maanden na de Duitse inval in mei 1940 richtten zij met kameraden uit de beweging (velen Joods) de verzetsgroep Vrank en Vrij op, die de verzetskrant Het Vrije Woord uitgaf. Henri en Ernest Mandel schreven het leeuwendeel van de kopij. Nadat in juni 1942 de Jodenster in bezet België verplicht was gesteld, dook het gezin onder, verspreid over Antwerpen, Brussel en de Ardennen. Ernest Mandel bleef in Antwerpen verzetswerk verrichten door o.a. informatie over de Slag om Stalingrad te verspreiden onder Duitse soldaten, om hen te demoraliseren.
Mandel werd twee maal opgepakt, één keer vrijgekocht en één keer berecht. Wegens zijn activiteiten gericht op Duitse soldaten had hij het geluk als krijgsgevangene te worden behandeld in plaats van als Jood. Een reeks gevangenissen en werkkampen volgde, waarbij Mandel eenmaal tijdelijk wist te ontsnappen. In maart 1945 was hij geïnterneerd te Nieder-Roden toen dit kamp door de Amerikanen bevrijd werd. De rest van het gezin overleefde eveneens de oorlog, hoewel diverse familieleden in Auschwitz waren omgebracht.

### Studie en werk
Na de oorlog hervatte Mandel zijn activiteiten voor de Vierde Internationale, evenals zijn studie aan de Vrije Universiteit Brussel, die hij in 1941 wegens sluiting van die universiteit had moeten staken. Hij formuleerde een program voor de algemene staking tegen de Eenheidswet (1961).
In 1972 publiceerde Mandel Het laatkapitalisme: Proeve van een marxistische verklaring, dat als zijn hoofdwerk wordt beschouwd. De Vrije Universiteit Berlijn accepteerde het als een proefschrift en verleende Mandel er de doctorsgraad voor. Intussen had hij naam gemaakt als denker van de generatie van '68. Dit maakte hem voor diverse regeringen een verdachte figuur: in 1969 weigerden de Verenigde Staten hem de toegang en toen hij in 1972 zijn proefschrift wilde verdedigen te Berlijn, wees West-Duitsland hem uit zodat de ceremonie te Brussel moest plaatsvinden.

### Laatste jaren
Mandel bleef altijd geloven in de mogelijkheid van revolutie. Hij verwelkomde (met enige reserves) de glasnost en perestrojka in de Sovjet-Unie en hoopte dat de omwentelingen in Oost-Europa rond 1990 een democratisch socialisme zouden brengen. Al in de jaren 80 waarschuwde hij voor de schuldenberg die zich in het kapitalistische westen werd opgestapeld.
Mandel overleed in 1995 te Brussel aan een hartaanval.

## Invloed
Mandel werd bekend als een popularisator van het marxisme, vanwege zijn boeken over het laatkapitalisme en de langegolftheorie, en vanwege zijn actieve rol in de leiding van de Vierde Internationale, en de Belgische afdeling ervan, de Revolutionaire Arbeidersliga (RAL), de latere Socialistische Arbeiderspartij (SAP). Buiten het trotskistische milieu was zijn invloed merkbaar in de kring van neomarxisten rond de New Left Review. In Nederlandse universiteitssteden was zijn "Inleiding in de marxistische economie" (1964) bij linkse studenten zeer populair als eerste inleiding in het marxistisch denken.
Binnen de economische wetenschap was Mandel een exponent van de hedendaagse golventheorieën. In combinatie met onder meer zijn visie op de tendentiële daling van de winstvoet heeft Mandel een belangrijke plek ingenomen in het debat destijds. Ook was hij een drijvende kracht achter de voortdurende uitdieping van de arbeidswaardeleer, en trachtte hij nieuwe visies over waardecreatie, zoals die van Robert Langston, te populariseren.